# Komárovice (Brtnice)
Komárovice (německy Komarowitz) je malá vesnice, část města Brtnice v okrese Jihlava. Nachází se asi tři kilometry severně od Brtnice. Prochází zde silnice II/404. Komárovice leží v katastrálním území Komárovice u Jihlavy o rozloze 4,52 km².

## Název
Název se vyvíjel od varianty Komarowiczie (1378), Komarowice (1481), Komarowicze (1528), Komarowitz (1678, 1718, 1751), Komarowitz a Komarowice (1846) až k podobám Komarowitz a Komárovice v roce 1872. Místní jméno je odvozeno od osobního jména Komár.

## Historie

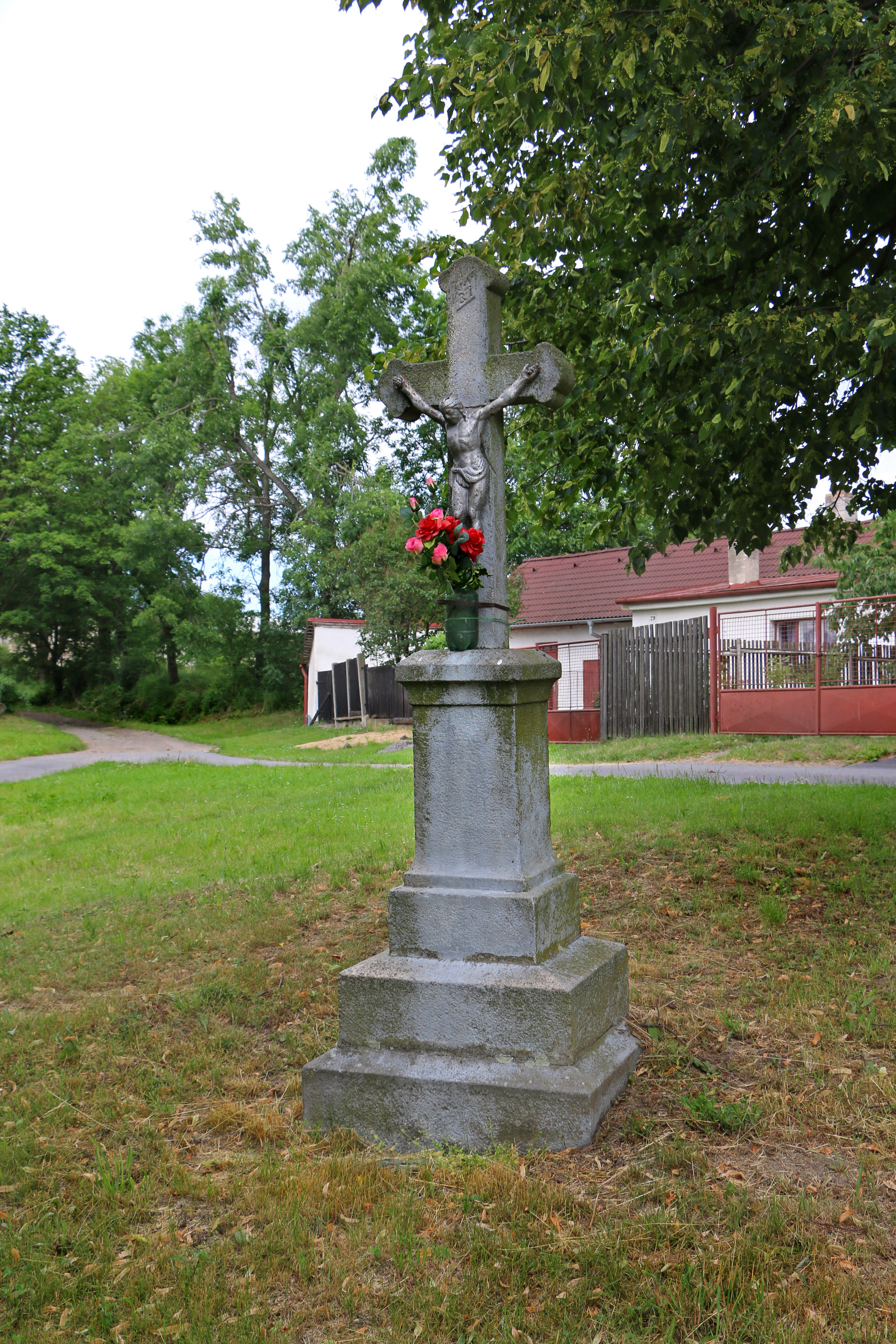
Křížek na horní návsi

První písemná zmínka o vesnici pochází z roku 1368. Okolní krajina byla osídlena nejpozději od první třetiny 13. století. Vesnice se nacházela na okraji jihlavského rudního obvodu a přibližně v polovině 13. století u ní byly otevřeny stříbrné doly. Pozůstatky dolování se nachází v lese zvaném Obora jižně od vesnice. Historické dobývky jsou patrné na severozápadním okraji lesa v délce asi 200 metrů a menší část pinek s odvaly leží 300 metrů východně od hájenky u silnice II/404. V dolech se nejspíše těžilo žilné ložisko s minerály stříbra, olova a zinku. Jádrem těžby bývala velká těžební jáma a asi i štola, zatímco ostatní dobývky mají spíše prospekční charakter a zrudnění v nich nebylo nalezeno.
Roku 1430 o vesnici ovládal Zdeněk z Valdštejna, ale vedl o ní spor s Ester Richterovou z Jihlavy. V roce 1480 Komárovice koupil od jihlavského rychtáře Hynek z Valdštejna a připojil je k brtnickému panství. V první třetině 16. století ve vsi žilo jen osm rodin.

## Přírodní poměry
Komárovice leží v okrese Jihlava v Kraji Vysočina. Nachází se pět kilometrů jižně od Luk nad Jihlavou, čtyři kilometry severně od Brtnice a dva kilometry východně od Příseky. Geomorfologicky je oblast součástí Česko-moravské subprovincie, konkrétně Křižanovské vrchoviny a jejího podcelku Brtnická vrchovina, v jehož rámci spadá pod geomorfologický okrsek Puklická pahorkatina. Nadmořská výška stoupá od 567 metrů na severu na 583 metrů na jižním okraji vsi. Na návsi se nachází rybník, z něhož vytéká bezejmenný potok, který teče na východ, kde se zleva vlévá do řeky Brtnice, která tvoří východní hranici katastru Komárovic. Část území přírodní rezervace Údolí Brtnice zasahuje i do katastru Komárovic.

## Obyvatelstvo
Podle sčítání 1930 zde žilo v 27 domech 154 obyvatel. 154 obyvatel se hlásilo k československé národnosti. Žilo zde 146 římských katolíků a 8 evangelíků.
| Rok            | 1869 | 1880 | 1890 | 1900 | 1910 | 1921 | 1930 | 1950 | 1961 | 1970 | 1980 | 1991 | 2001 | 2011 | 2021 |
| -------------- | ---- | ---- | ---- | ---- | ---- | ---- | ---- | ---- | ---- | ---- | ---- | ---- | ---- | ---- | ---- |
| Počet obyvatel | 160  | 157  | 149  | 139  | 138  | 151  | 154  | 107  | 108  | 116  | 110  | 81   | 70   | 70   | 86   |
| Počet domů     | 26   | 26   | 23   | 23   | 23   | 23   | 27   | 28   | 29   | 27   | 27   | 31   | 30   | 31   | 34   |

## Obecní správa
V letech 1869–1930 byly osadou Příseky, v letech 1950–1988 byla samostatnou obcí, od 1. ledna 1989 patří jako místní část k Brtnici.

## Hospodářství a doprava
V obci sídlí firmy BB MAT s.r.o. a SSPSTAV s.r.o. Obcí prochází silnice II. třídy č. 404 do Svatoslavi. Dopravní obslužnost zajišťují dopravci ICOM transport a TRADO-BUS. Autobusy jezdí ve směrech Jihlava, Kněžnice, Předín, Želetava, Brtnice, Dolní Smrčné, Třebíč, Přímělkov, Luka nad Jihlavou, Bítovčice, Puklice, Kamenice, Řehořov, Velké Meziříčí a Měřín. Obcí prochází cyklistická trasa č. 5215 ze Svatoslavi do Uhřínovic.

## Další fotografie

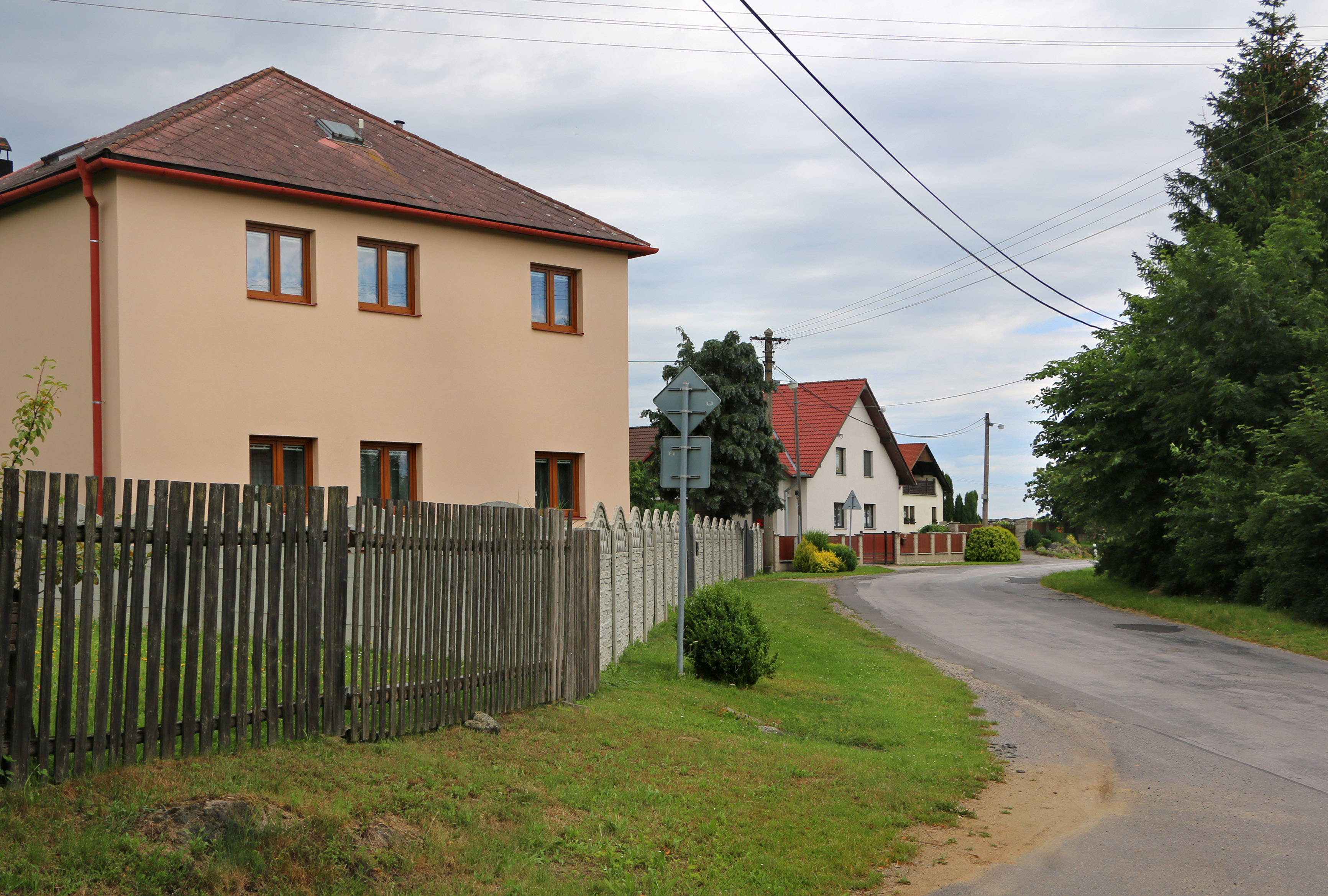
Silnice k Brtnici
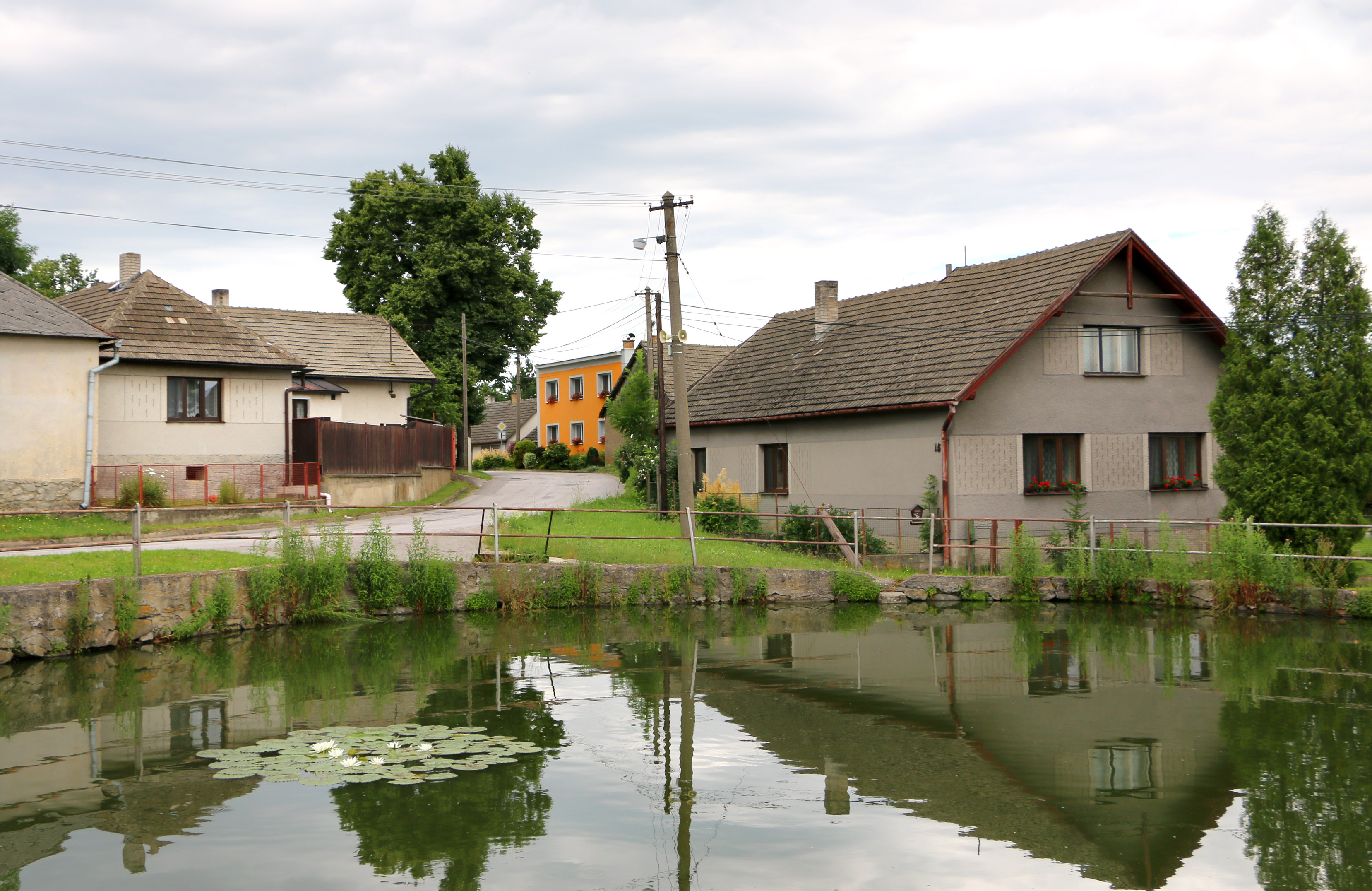
Rybníček na návsi
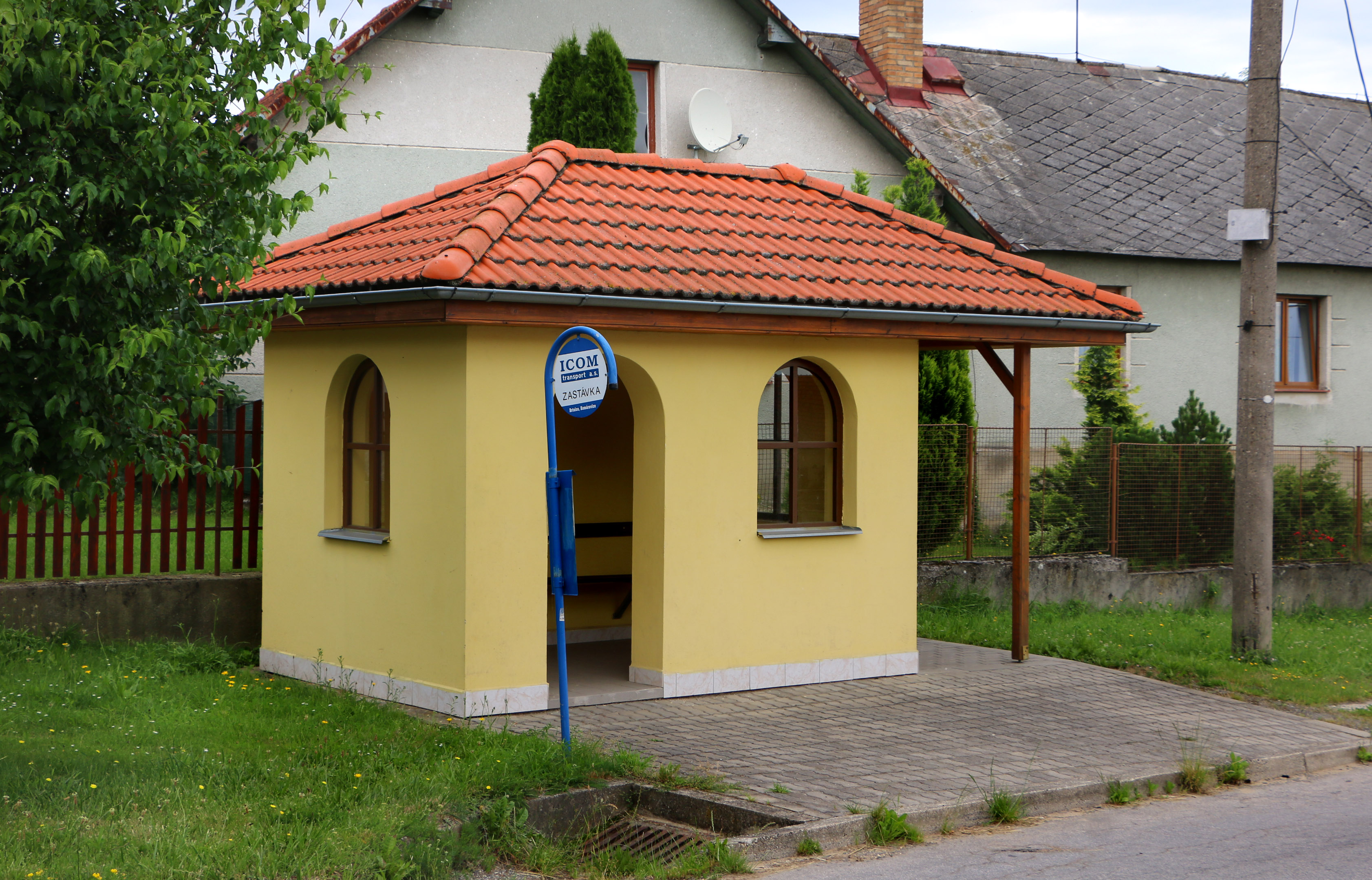
Zastávka